# ماریا لارسون (ورزشکار)
ماریا لارسون (انگلیسی: Maria Larsson؛ زادهٔ ۱۸ فوریهٔ ۱۹۷۹) بازیکن هاکی روی یخ اهل سوئد است.